# Uniwersalny karabin maszynowy

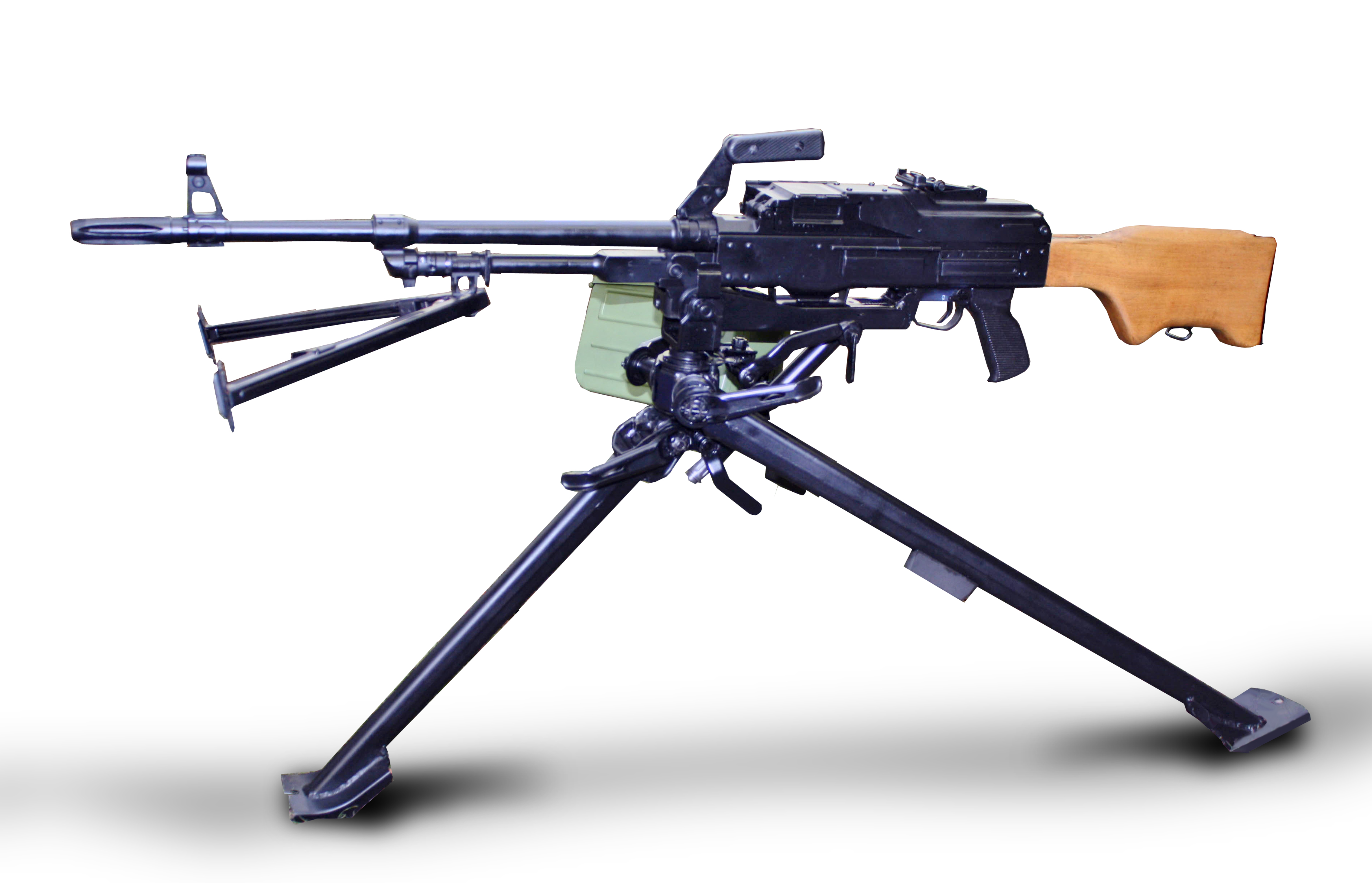
Uniwersalny karabin maszynowy Zastava M84

Uniwersalny karabin maszynowy (ukm) – rodzaj karabinu maszynowego mogącego pełnić funkcję zarówno ciężkiego jak i ręcznego karabinu maszynowego. 

## Charakterystyka
Wielofunkcyjność ukm-u uzyskiwana jest poprzez dostosowanie go do prowadzenia ognia zarówno z ciężkiej podstawy trójnożnej (typowej dla ckm-ów), jak i lekkiej dwunożnej (typowej dla rkm-ów). Zastosowanie szybkowymiennej lufy chłodzonej powietrzem (odrzucanej po przegrzaniu i zastępowanej zapasową) oraz zasilania taśmowego zapewnia natomiast większą szybkostrzelność praktyczną względem rkm-ów, jednocześnie redukując masę względem ckm-ów, których ciężkie niewymienne lufy dla dostatecznej efektywności wymagały często dodatkowego chłodzenia (np. cieczą). Automatyka ukm-u  oparta jest najczęściej na zasadzie odprowadzania gazów prochowych (M60, PK/PKS, FN MAG), rzadziej na zasadzie zamka półswobodnego (AAT M52) lub krótkiego odrzutu lufy (MG 42). Do zasilania tego typu broni wykorzystywana jest amunicja karabinowa.

## Historia

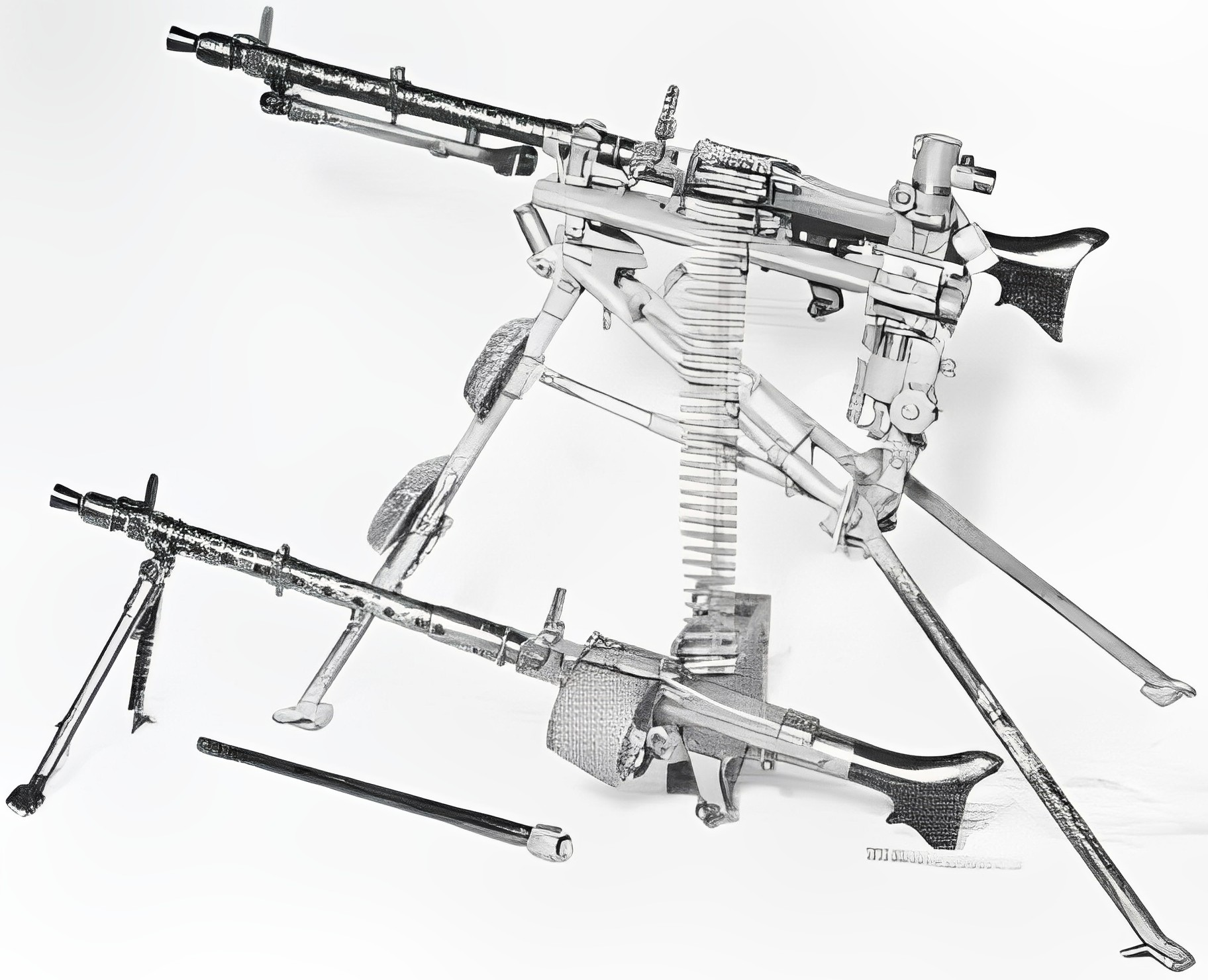
Uniwersalny karabin maszynowy MG34 w roli:
ckm (na trójnogu) oraz
lkm/rkm (na dwójnogu).
Na dole widoczna wymontowana szybkowymienna lufa charakterystyczna dla tej klasy broni

Koncepcja stworzenia karabinu maszynowego łączącego cechy ckm-u i rkm-u powstała w okresie międzywojennym. Przyświecała jej idea uniwersalizacji broni strzeleckiej, co pomogłoby przezwyciężyć trudności wynikające z posiadania różnych typów karabinów maszynowych przystosowanych do odmiennych sytuacji taktycznych. Wprowadzenie uniwersalnego karabinu maszynowego pozwoliłoby zatem na redukcję nakładów finansowych, oraz uproszczenie produkcji i kwestii szkolenia żołnierzy. Jako pierwsi broń tego typu wprowadzili na uzbrojenie Niemcy w 1934 r. (MG34), następnie dalej ją rozwijając (MG42). Poza III Rzeszą armie pozostałych państw w trakcie II wojny światowej pozostały jednak nadal przy osobnych konstrukcjach (ckm/rkm). Wzmożone zainteresowanie ukm-ami przypadło natomiast na okres powojenny co w szybkim czasie doprowadziło do całkowitego wycofania z uzbrojenia ckm-ów oraz marginalizacji rkm-ów (współcześnie zasilanych najczęściej amunicją pośrednią). Obecnie uniwersalne karabiny maszynowe zasilane amunicją karabinową stanowią najpopularniejszy typ karabinu maszynowego we wszystkich armiach.